# Bruyère à nombreuses fleurs
Erica multiflora
Espèce
Classification phylogénétique
La bruyère à nombreuses fleurs (Erica multiflora) ou bruyère multiflore est une espèce végétale, une bruyère des régions méditerranéennes.
Floraison : août à décembre.

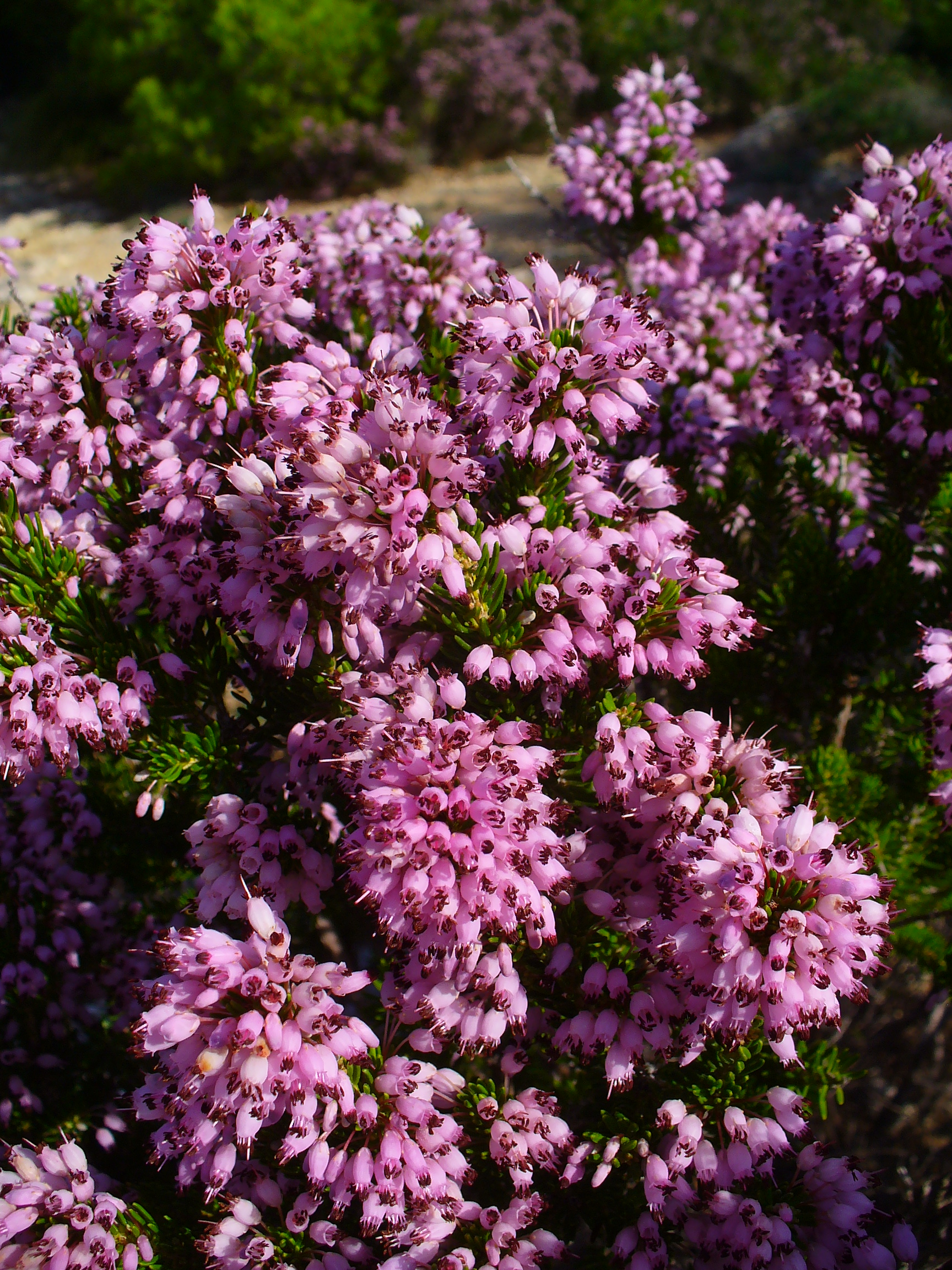
Fleurs

Espèce héliophile sur sols basiques à légèrement acides (altérites calcaires, dolomitiques, marneuses voire parfois siliceuses).